# Кейберфа (Мічиган)
Кейберфа (англ. Caberfae) — переписна місцевість (CDP) в США, в окрузі Вексфорд штату Мічиган. Населення — 72 особи (2020).

## Географія
Кейберфа розташована за координатами 44°14′59″ пн. ш. 85°43′30″ зх. д. / 44.24972° пн. ш. 85.72500° зх. д. (44.249711, -85.724945).  За даними Бюро перепису населення США в 2010 році переписна місцевість мала площу 0,89 км², уся площа — суходіл.

## Демографія
Згідно з переписом 2010 року, у переписній місцевості мешкали 64 особи в 30 домогосподарствах у складі 19 родин. Густота населення становила 72 особи/км².  Було 126 помешкань (141/км²).
Расовий склад населення:
| - 98,4 % — білих |

До двох чи більше рас належало 1,6 %. Частка іспаномовних становила 0,0 % від усіх жителів.
За віковим діапазоном населення розподілялося таким чином: 15,6 % — особи молодші 18 років, 46,9 % — особи у віці 18—64 років, 37,5 % — особи у віці 65 років та старші. Медіана віку мешканця становила 57,5 року. На 100 осіб жіночої статі у переписній місцевості припадало 106,5 чоловіків;  на 100 жінок у віці від 18 років та старших — 116,0 чоловіків також старших 18 років.
Цивільне працевлаштоване населення становило 1 осіб. Основні галузі зайнятості: освіта, охорона здоров'я та соціальна допомога — 100,0 %.